# Erioptera euphrosyne
Erioptera euphrosyne är en tvåvingeart som beskrevs av Alexander 1945. Erioptera euphrosyne ingår i släktet Erioptera och familjen småharkrankar. Inga underarter finns listade i Catalogue of Life.